# ژانگژیانگ
ژانگژیانگ (به لاتین: Zhongjiang County) یک شهرستان در جمهوری خلق چین است که در دییانگ واقع شده‌است.